# Funk Wav Bounces Vol. 1
Funk Wav Bounces Vol. 1 – piąty album studyjny szkockiego producenta muzycznego i DJ-a Calvina Harrisa. Wydany został 30 czerwca 2017 roku przez wytwórnię płytową Columbia Records.
W Polsce nagrania uzyskały status złotej płyty.

## Lista utworów
| Edycja standardowa | Edycja standardowa                                                   | Edycja standardowa                                                               | Edycja standardowa | Edycja standardowa |
| Nr                 | Tytuł utworu                                                         | Tekst                                                                            | Muzyka             | Długość            |
| ------------------ | -------------------------------------------------------------------- | -------------------------------------------------------------------------------- | ------------------ | ------------------ |
| 1.                 | „Slide (feat. Frank Ocean and Migos)”                                | Adam Wiles,Christopher Breaux, Quavious Marshall, Kiari Cephus, Kirshnick Ball   | Harris             | 3:50               |
| 2.                 | „Cash Out (feat. Schoolboy Q, PartyNextDoor and D.R.A.M.)”           | Wiles, Brittany Hazzard, Quincy Hanley, Shelley Massenburg-Smith, Rogét Chahayed | Harris             | 3:55               |
| 3.                 | „Heatstroke (feat. Young Thug, Pharrell Williams and Ariana Grande)” | Wiles, Jeffery Williams, Pharrell Williams, Hazzard                              | Harris             | 3:49               |
| 4.                 | „Rollin (feat. Future and Khalid”                                    | Wiles, Nayvadius Wilburn, Khalid Robinson                                        | Harris             | 4:32               |
| 5.                 | „Prayers Up (feat. Travis Scott and A-Trak”                          | Wiles, Jacques Webster, Hazzard                                                  | Harris             | 3:24               |
| 6.                 | „Holiday (feat. Snoop Dogg, John Legend and Takeoff)”                | Wiles, Calvin Broadus, John Stephens, Ball Marshall, Cephus                      | Harris             | 2:49               |
| 7.                 | „Skrt on Me (feat. Nicki Minaj)”                                     | Wiles, Onika Maraj, Hazzard                                                      | Harris             | 3:48               |
| 8.                 | „Feels (feat. Pharrell Williams, Katy Perry and Big Sean”            | Wiles, P. Williams, Hazzard, Katy Perry, Sean Anderson                           | Harris             | 3:43               |
| 9.                 | „Faking It (feat. Kehlani and Lil Yachty)”                           | Wiles, Jessie Reyez, Miles McCollum                                              | Harris             | 4:00               |
| 10.                | „Hard to Love (feat. Jessie Reyez)”                                  | Wiles, Reyez                                                                     | Harris             | 3:50               |
|                    |                                                                      |                                                                                  |                    | 37:40              |